# Acacia caleyi
Acacia caleyi é uma espécie de leguminosa do gênero Acacia, pertencente à família Fabaceae.